# 미나모토노 요시미쓰
미나모토노 요시미쓰(일본어: 源 義光, 1045년 ~ 1127년 11월 25일)는 헤이안 시대 후기의 무장이다. 이요노카미(伊予守)를 지냈던 미나모토노 요리요시(源頼義)의 셋째 아들로 하치만타로(八幡太郞)라 불렸던 미나모토노 요시이에(源義家)의 동생이다. 통칭은 신라사부로(新羅三郎)이다. 보통 신라사부로 요시미쓰로 불린다.
사타케(佐竹), 다케다(분가로는 오가사와라, 난부씨 등이 있다), 히라가(平賀) 등의 가문들의 조상이다.

## 생애
교토에서 사효에노이(左兵衛尉)라는 무관직으로 재직하던 중에 오슈 지방에서 겐지 지방관 세력과 현지 호족 데와 기요하라 씨(出羽淸原氏) 세력 사이의 충돌인 후3년의 역(後三年の役)이 일어났는데, 기요하라노 기요히라(清原淸衡)를 지원하던 맏형 요시이에가 데와 기요하라 씨의 소료(總領) 기요하라노 다케히라(清原武衡) ・ 이에히라(家衡)를 상대로 고전을 면치 못하고 있다는 소식을 듣고, 요시미쓰는 조정에 아뢰어 자신을 동쪽으로 보내 줄 것을 요청했지만 허락되지 않자 간지(寛治) 원년(1087년) 관직을 내놓고 무쓰국(陸奥国)으로 내려가 맏형 요시이에에 합류, 요시이에를 도와 가나자와 요새(金沢柵)에서 다케히라 ・ 이에히라를 쳤다. 항복을 결정한 다케히라가 요시미쓰를 통해 이러한 의사를 밝혀왔을 때 요시미쓰 본인도 이를 받아들이고 가나자와 요새의 데와 기요하라 씨 세력과 교섭을 진행하였으나, 요시이에는 이를 거절하였다. 요시미쓰는 자신 대신 노토(郎党) 후지와라노 스에카타(藤原季方)를 사자로 보내 교섭하였으나 결국 요시이에는 항복 의사를 받아들이지 않고 전쟁은 계속되었으며, 가나자와 요새가 함락되자 다케히라 ・ 이에히라는 탈출에 실패하고 잡혀와 처형되고 전쟁은 끝났다.
교토로 돌아온 요시미쓰는 형부승(刑部丞)에 임명되고 히타치노스케(常陸介)、가이노카미(甲斐守)를 거쳐 형부소보(刑部少輔) 종5위상에 이르렀다. 후3년의 전쟁이 끝난 뒤에 요시미쓰는 히타치의 유력 호족이었던 히타치 헤이시(常陸平氏, 깃타吉田 일쪽)로부터 아내를 맞이하고 그 세력을 자신의 세력으로 끌어들였다. 가쇼(嘉承) 원년(1106년) 뒤늦게 히타치로 진출한 조카 요시쿠니(義国)와의 다툼으로 전투까지 벌인 끝에 요시쿠니와 함께 칙감(勅勘)을 받아들였다.
그 해에 맏형 요시이에가 사망하고, 그 계승 다툼에서 요시이에의 맏아들이었던 요시치카(義親)가 반란을 일으켰다 사망한 뒤인 덴닌(天仁) 2년(1109년) 요시이에의 뒤를 이어 겐지의 도료(棟梁)가 된 조카 요시타다(義忠)가 노토에게 살해되는 사건이 벌어졌다. 당초 사건의 범인으로 미나모토노 시게자네(源重実)가 의심되었으나 그 뒤 혐의는 조카 요시아키라(義明)의 유부이자 요시미쓰 자신의 노토이기도 했던 후지와라노 스에카타로 향했고, 스에카타는 요시아키라와 함께 게비이시(検非違使)와 싸우다 자해, 그 아버지 요시쓰나(義綱)는 도고쿠(東国)로 달아나다 요시치카의 아들인 다메요시(為義)에 쫓겨 가가 산(甲賀山)에서 항복하였다(요시쓰나의 자식들은 전원이 자결하였다). 이러한 일련의 사건에 대해 《손피빈먀쿠》(尊卑分脈)는 그 흑막에 요시미쓰가 있었다고 적고 있다. 노토인 가시마 사부로(鹿島三郎)에게 명해 요시타다를 암살하고 가시마사부로는 미이데라(三井寺)로 달아났다가 요시미쓰의 명을 받은 동생 가이예(快誉) 등의 손에 의해 생매장당했다. 이 사건 자체는 요시이에 사후 가와치 겐지 내부의 대립이라는 영향이 강했지만 요시미쓰가 관여했는지의 여부를 비롯해 여러 가지 면에서 진상은 명확하지 않다.
다이지(大治) 2년(1127년) 10월 20일 사망하였다.

## 인물

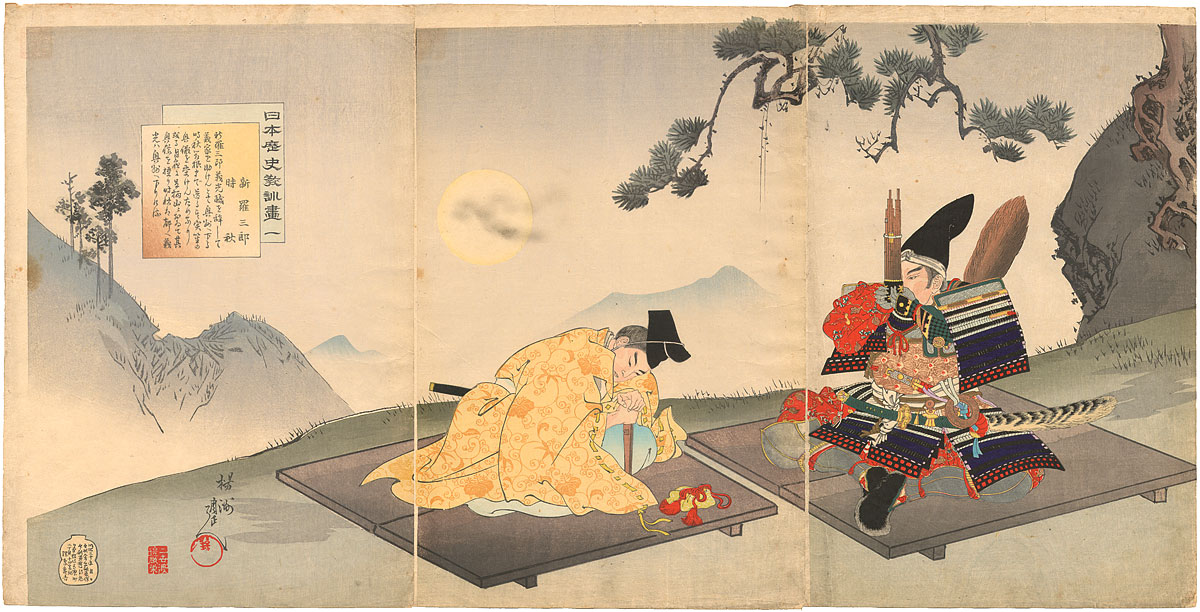
도키아키에게 비곡을 전수하는 요시미쓰. 요슈 지카노부(楊洲周延) 작 《일본역사교훈화》(日本歴史教訓画)에서.

요시미쓰는 궁마(弓馬)의 술(術) 즉 무예뿐 아니라 음률에도 뛰어났다는 전설이 있다. 일본의 고무도(古武道) 가운데 하나인 대동류합기유술(大東流合気柔術)은 요시미쓰를 개조(開祖)로 삼고 있다. 또한 야부사메(流鏑馬)로 대표되는 일본의 궁마군례고실(弓馬軍礼故実)인 궁술、마술(馬術)、예법(礼法)의 유파인 오가사와라류(小笠原流)나 다케다류(武田流) 등은 옛 무가(武家)의 마음가짐의 형태를 오롯이 전하고 있다. 그리고 다케다 씨(武田氏)의 적류(嫡流) 대대로 전해지던 갑옷(오오요로이) 다테다시(盾無)나 난부 씨(南部氏)에 전해지는 검 기쿠이치몬지(菊一文字) 등이 요시미쓰로부터 전해진 것으로 전하고 있다.
생황의 명수로 알려져 있던 도요하라노 도키타다(豊原時忠)로부터 생황의 비곡을 배우고 명기 하시리마루(交丸)를 얻었는데, 후3년의 역 당시 형 요시이에를 구원하러 가면서 도키타다와 오사카 산(逢坂山)에서 작별할 때 요시미쓰는 자칫 자신이 하시리마루를 잃어버릴 것이 두려워서 이 자리에서 하시리마루를 도키타다에게 돌려주었다고 한다. 이 일화는 설화집 『고금저문집』(古今著聞集)에 「요시미쓰가 도키타다의 동생인 도키모토(時元)에게서 비곡을 전수받았는데, 도키모토의 아들 도키아키(時秋)가 아시가라 고개(足柄峠)까지 요시미쓰를 뒤따랐을 때, 요시미쓰는 비곡의 명맥이 끊길 것을 두려워해서 산속에서 이를 도키아키에게 전수하였다」라는 이야기로 실리게 되었다.
이후 히라가(平賀氏)、다케다(武田)、사타케(佐竹)、오가사와라(小笠原)、난부(南部)、야나세(簗瀬) 등 재지 무사로 발전하였다.
가와치 겐지 본가에 대해서도 요시미쓰 계통인 가이 겐지(甲斐源氏)의 다케다 노부요시(武田信義) ・ 가가미 도야스(加賀美遠光) ・ 야스다 요시사다(安田義定) 등이 일족을 이탈하는 일 없이 요리토모(頼朝)에 합류했기에 영향력을 유지할 수 있었다. 다만 요리토모는 그 세력이 커지는 것을 경계했고, 다케다 노부요시가 실각하고 그 아들인 이치조 다다아키(一条忠頼)가 암살되고 가가미 도야스가 거꾸로 후대되는 등 억압 ・ 분열책 등으로 그들을 막부의 고케닌(御家人)으로 순치시켰다.
한편으로 같은 요시미쓰 계통의 히타치 겐지(常陸源氏)인 사타케 씨(佐竹氏)는 이들과 달리 헤이케(平家)와 연계해서 미나모토노 요시토모(源義朝) 이후 동부 간토에서 영향력을 떨쳤으나 가마쿠라 막부(鎌倉幕府) 성립으로 가지고 있던 영지를 몰수당하고 훗날 오슈 전투(奥州合戦)에 참가해 영지를 돌려받기는 했지만 크게 떨치지는 못한 채 무로마치 시대(室町時代)까지 이어졌다.

## 묘소

### 묘소

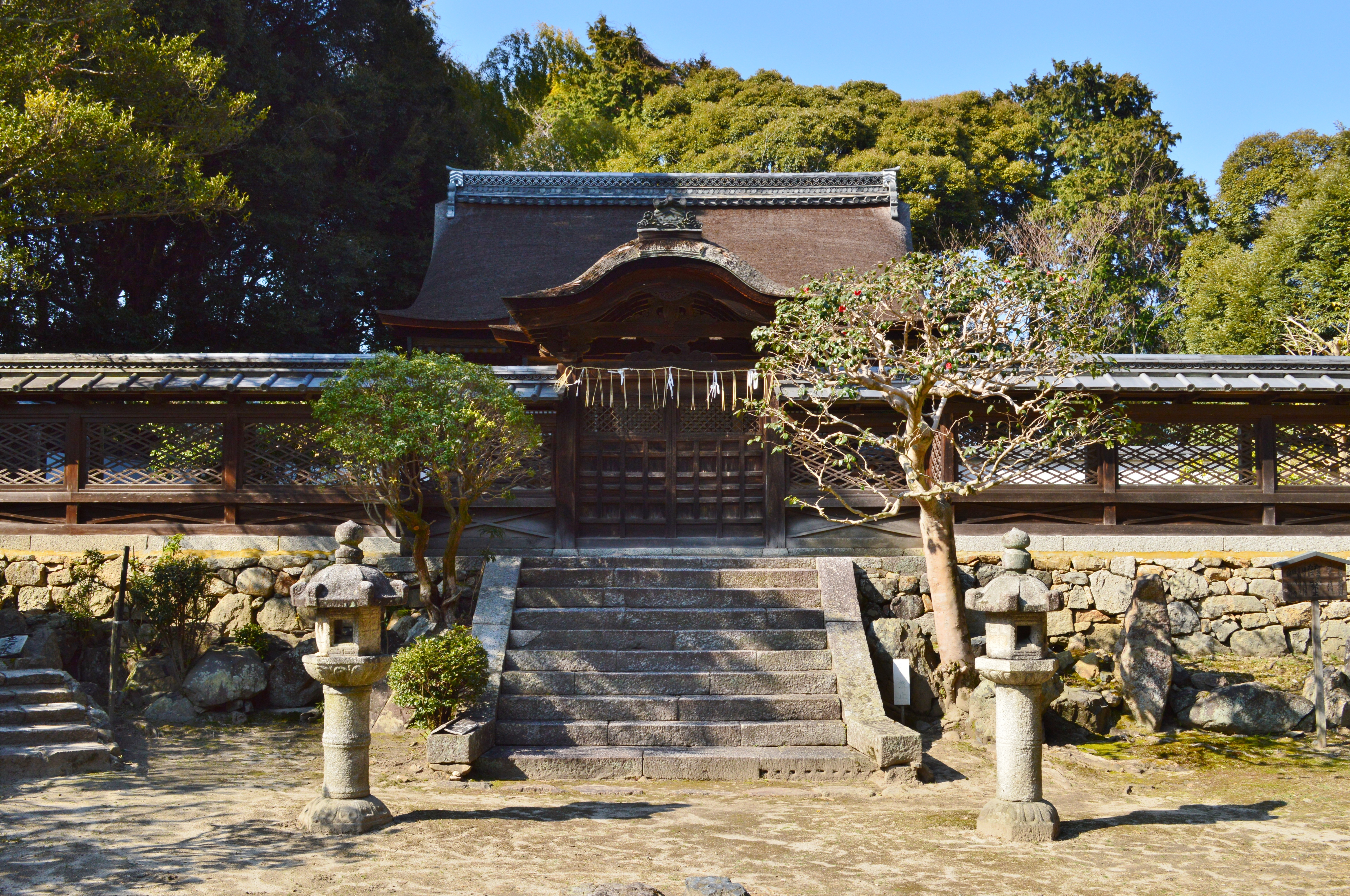
온조지 소재 신라선신당. 미나모토노 요시미쓰가 관례를 올렸다는 곳이다. 온조지의 승려로 853년부터 858년까지 당에 유학했던 엔친(圓珍, 814~891)이 귀국길에 바다 위에서 만나 도움을 받았다는 신라명신(新羅明神)을 모시기 위해 지었다.

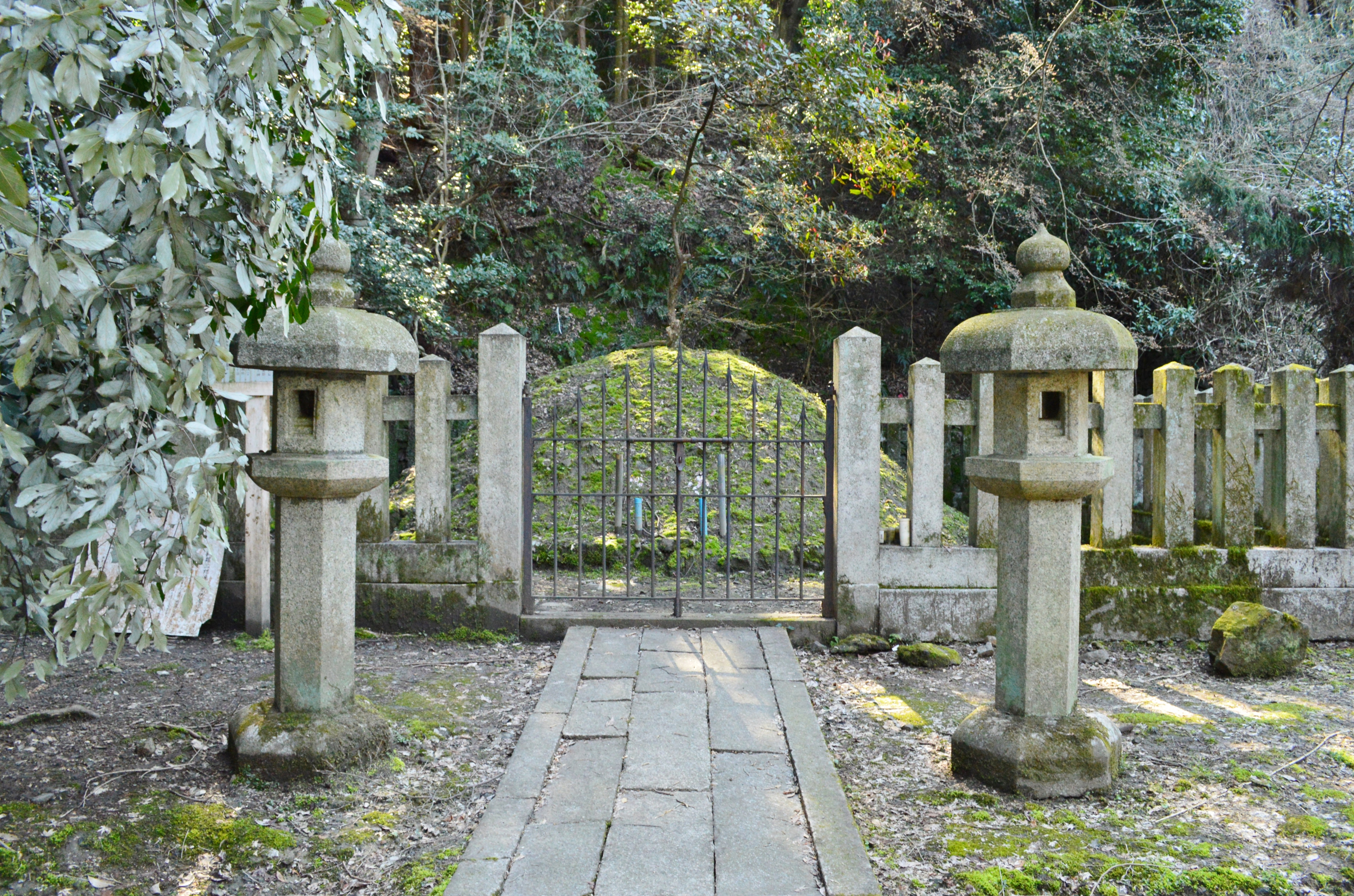
미나모토노 요시미쓰의 무덤. 시가 현 오쓰 시 소재.

묘소는 시가현(滋賀県) 오쓰시(大津市) 온조지 정(園城寺町)에 위치해 있다. 요시미쓰가 원복(元服, 관례)를 행했다는 신라선신당(新羅善神堂)의 뒤편이다.
또한 그가 태어난 곳으로 여겨지는 가와치 겐지의 본거지 가와치국(河内国) 이시카와 군(石川郡)의 쓰바이(壷井)에 있는 가와치 겐지의 우지가미(氏神)를 모신 사당 쓰바이 하치만구(壷井八幡宮) 및 쓰바이 곤겐(壷井権現)으로 요시미쓰와 함께 그 조부인 미나모토노 요리노부(源頼信)、아버지 요리요시、맏형 요시이에(義家)、둘째 형 요시쓰나(義綱)가 모셔지고 있다. 한편 계명(戒名)은 사타케 가문의 전승에 따르면 숭원원전의광존료(崇源院殿義光尊了)였다고 한다.
가마쿠라(鎌倉)의 다이호지(大宝寺)에도 요시미쓰의 묘소가 남아 있다.

### 신사
- 요시미쓰를 제신(祭神)으로 모시는 신사

- 히라쓰카 신사(平塚神社)
- 조지 산 신라 신사(長者山新羅神社)
- 미하치조 신사(三八城神社)
- 신라신사(新羅神社) - 히로시마현(広島県) 히로시마시(広島市) 아사미나미구(安佐南区) 소재.
- 스와 신사(諏訪神社) - 야마나시현(山梨県) 호쿠토시(北杜市) 소재.

- 요시미쓰와 연고가 있는 신사

- 신라선신당(新羅善神堂) - 일본 시가 현 오쓰 시의 사찰 온조지 경내에 있으며, 요시미쓰가 관례를 올린 곳이다.
- 이와시미즈 하치만구(石清水八幡宮)
- 와카야마 하치만구(若宮八幡宮) - 일본 이바라키현 히타치오타시(常陸太田市) 소재. 무로마치 시대인 오에이(応永) 연간(1400년경) 요시미쓰의 후손인 사타케 요시히토(佐竹義仁)가 가마쿠라의 쓰루가오카 하치만구(鶴岡八幡宮)로부터 하치만 신을 권청해 와서 이곳에 신사를 지은 이래로 사타케 집안의 기원지가 되었고, 사타케 씨가 세키가하라 전투 이후 아키타로 전봉된 뒤에도 계속해서 현지의 수호신으로 모셔졌다.
- 구시히키 하치만구(櫛引八幡宮) - 일본 아오모리현 하치노헤시 소재. 요시미쓰의 후손으로 오슈 전투에서 공을 세웠던 난부 미쓰유키(南部光行)가 영지로 받은 땅에 겐큐(建久) 2년(1191년) 가이의 난부 향(南部郷)으로부터 하치만 신을 권청해 와서 이 땅에 신사를 지었다고 한다.
- 오오토리 신사(大鷲神社) - 도쿄 도 아다치구(足立区) 소재. 요시미쓰가 요시이에에게 가담하러 가던 도중에 이 땅에서 전승을 기원하였고 독수리가 나타났다는 전승이 있다.
- 이즈모 신사(八雲神社) - 일본 가나가와현(神奈川県) 가마쿠라시(鎌倉市) 소재. 미나모토노 요시미쓰가 권진(勧進)하였다는 전승이 있다.
- 이시바시 하치만 신사(石橋八幡神社) - 미나모토노 요시미쓰가 권진하였다는 전승이 있다. 야마나시 현 후에후키시(笛吹市) 소재.